# Levuka (Sprache)
Levuka ist eine auf der Insel Lembata östlich von Flores gesprochene Sprache. Sie gehört zu den zentral-östlichen-malayo-polynesischen Sprachen der malayo-polynesischen Sprachen innerhalb der austronesischen Sprachen.